# Sinfonia n. 2 (Haydn)
La Sinfonia n. 2 in do maggiore, Hoboken I/2, di Joseph Haydn si pensa sia stata scritta tra il 1757 ed il 1761.
È stata composta per un'orchestra di 2 oboi, fagotto, 2 corni, archi e basso continuo. Come molti dei lavori giovanili di Haydn, la sinfonia si presenta in tre movimenti:
1. Allegro, 2/2
2. Andante in Sol maggiore, 2/4
3. Presto, 3/8

Nel secondo movimento, gli ottoni sono stati omessi ed i violini suonano in semicrome dall'inizio alla fine (una sorta di perpetuum Mobile con il motivo rotto frequentemente dall'uso dei trilli). Questa è l'unica delle sinfonie di Haydn che non contiene segni di ripetizione. È anche una delle sue sinfonie più brevi; una performance classica dura meno di 10 minuti.